# Lê Trọng Thứ
 Lê Trọng Thứ hay  Lê Phú Thứ (1693 – 1783), đôi khi còn gọi là  Lê Trung Hiến, là quan đại thần thời Lê trung hưng trong lịch sử Việt Nam. Ông là cha đẻ nhà bác học lớn của Việt Nam trong thời phong kiến Lê Quý Đôn.
Lê Trọng Thứ, hiệu Trúc Am tiên sinh, lúc nhỏ học hành rất sáng dạ, nổi tiếng là thần đồng, lớn lên theo học cụ Thám hoa họ Vũ ở Hào Nam. Năm Lê Trọng Thứ 27 tuổi đỗ hương tiến, năm 31 tuổi đỗ Đệ tam giáp Đồng tiến sĩ xuất thân, khoa Giáp Thìn niên hiệu Bảo Thái thứ năm (1724), triều vua Lê Dụ Tông và chúa Trịnh Cương, làm quan thanh liêm nổi tiếng trong ngoài, năm 65 tuổi về nghỉ với chức Hộ bộ Hữu thị lang. Ít lâu sau lại được vời ra làm quan lần thứ hai thăng đến chức thượng thư bộ Hình rồi về nghỉ hưu, ở tuổi 80.

## Thân thế
Lê Trọng Thứ sinh năm Quý Dậu (1693), ngày 30 tháng Giêng, giờ Thìn. Tổ tiên dòng họ Lê ở thôn Đồng Phú, xã Độc Lập vốn xuất thân từ nhà họ Lý ở huyện Đông Ngàn, xứ Kinh Bắc (nay là tỉnh Bắc Ninh) vốn dòng dõi danh gia vọng tộc. Tổ bốn đời họ Lê làm tới chức Binh bộ thượng thư. Ông nội Lê Trọng Thứ là Phúc Thiện Công được tặng chức Thượng thư Bộ Công và được hưởng tập ấm về Diên Hà làm quan. Gia đình nhà Lê vì chạy loạn mà phải dạt về làng Vị Dương (Thái Thụy ngày nay) dạy học. Gia cảnh ngày một nghèo nàn nhưng Lê Trọng Thứ vẫn quyết tâm học hành đến nơi đến chốn. Thuở còn nhỏ, ông có tên là Lê Phú Thứ, khi lớn lên vào triều được chúa Trịnh yêu mến mà đổi thành Lê Trọng Thứ. Lớn lên trong gia đình khoa bảng, ông thường được khen là người thông tuệ, nổi tiếng thông minh và có hiếu với cha mẹ.

Thân sinh ra Lê Trọng Thứ là cụ Phúc Lý, nho sinh nhà nghèo, nhưng chăm chỉ học hành, có hoài bão lớn, thi đỗ Sinh đồ (tú tài), làm nghề dạy học. Cụ Phúc Lý lấy cụ bà họ Phạm con một ông Quan, người thôn Long Nãi- xã Độc Lập, huyện Hưng Hà, tỉnh Thái Bình làm vợ, và sinh hạ được hai người con trai là cụ Phúc Minh (hiệu Phúc Minh công) và cụ Lê Trọng Thứ.

## Sự nghiệp
Năm Tân Mão (1711), Lê Trọng Thứ 18 tuổi thi đỗ Sinh đồ.
Năm Nhâm Thìn (1712), thân sinh là cụ Phúc Lý mất, Lê Trọng Thứ sống nhờ vào gia đình nhà vợ cho đến năm Mậu Tuất (1718). Do đối xử tàn tệ, thiếu văn hóa của gia đình nhà vợ và vợ, ông bỏ nhà ra đi tìm cuộc sống và tìm đến thầy Nghè Hoàng Công Trí, để tiếp tục học tập.
Năm Kỷ Hợi (1719), Lê Trọng Thứ lên Thăng Long theo học thầy Vũ Thạch. Ở Thăng Long Lê Trọng Thứ rất nổi tiếng về tài thơ văn.
Năm Canh Tý (1720), Lê Trọng Thứ thi đỗ cử nhân, rồi được vào học tại Văn Miếu - Quốc Tử Giám.
Năm Quý Mão (1723), Lê Trọng Thứ thi đỗ Tiến sĩ, năm đó ông 31 tuổi.
Ngày 5 tháng 7 năm Bính Ngọ (1726) tức ngày 2 tháng 8 năm 1726, vợ ông là bà Trương Thị Ích sinh con trai đầu lòng Lê Quý Đôn.
Sau khi đỗ Tiến sĩ, Lê Trọng Thứ được vua Lê Dụ Tông và chúa Trịnh Cương thăng chức Cấp sự Trung Bộ hình, sau thăng chức Chi công biên (Chức quan Bộ công ở bên phủ chúa Trịnh).
Năm Nhâm Tý (1732), Lê Trọng Thứ đang giữ chức giám sát Ngự sử ở Hải Dương, dâng khải bày tỏ 6 điểm về thời cuộc. Đại ý khuyên can vua Lê, chúa Trịnh. Do đó ông bị Trịnh Giang và bọn đại thần ghét. Rốt cuộc, ông cũng bị giáng chức như Bùi Sỹ Lâm. Sau khi bị giáng chức, Lê Trọng Thứ mang con là Lê Quý Đôn mới 6 tuổi, từ biệt ông ngoại Trương Minh Lượng ở Thăng Long về quê là làng Phú Hiếu, Diên Hà, Thái Bình mở trường dạy học, sinh sống.
Sau khi Trịnh Doanh lên ngôi chúa (tháng Giêng, năm 1740) đã ban tờ Dụ 16 điều. Trong đó có việc xem xét lại danh sách những quan chức không có tội bị truất giáng oan, nay cho khôi phục lại chức tước để cất nhắc hiền tài. Trong số đó có Bùi Sỹ Lâm và Lê Trọng Thứ được chiếu chỉ về ngay kinh thành để làm quan.
Sau đó ông được vua Lê Hiển Tông và chúa Trịnh Doanh thăng chức Nhập thị Bồi tụng Tả Chính ngôn, sau thăng chức Thiên Đô Ngự sử, rồi Đông các Hiệu thư và được phong tước Bá.
Trong thời gian làm quan trong triều, tiến sĩ Trần Hiền bị Trần Cảnh vì thù riêng mà vu oan đã tâu với chúa Trịnh, ông đã dám đương đầu bảo vệ Trần Hiền (Hiền là thầy dạy Nguyễn Tuyển, Nguyễn Cừ hai thủ lĩnh nghĩa quân). Trần Hiền bị cách chức về quê. Lê Trọng Thứ dâng biểu minh oan cho Trần Hiền, liền bị Trần Cảnh tìm cách bãi chức Đông các Hiệu thư của Lê Trọng Thứ.
Năm Nhâm Tuất (1742), Lê Trọng Thứ bị đầy đi giữ chức Giám sát miền Đông. Vì phải chịu tang mẹ, Lê Trọng Thứ xin cáo quan về làng.
Năm Ất Sửu 1745), Lê Trọng Thứ sau khi hết tang Mẹ, thì được phục chức. Vua Lê, chúa Trịnh bổ nhiệm Lê Trọng Thứ giữ chức Hiến sát xứ chấn Kinh Bắc, sau đó được triệu về kinh đô thăng chức Thái Bảo và phong tước Quận công.
Năm Nhâm Thân (1752), Lê Quý Đôn, con trai cả Lê Trọng Thứ thi đỗ Bảng nhãn. Nhân sự việc này, trong một buổi thiết triều vua Cảnh Hưng đã ban lời khen ngợi: "Cha con Ngươi thực làm vẻ vang cho sông núi nước Nam, hãy cố gắng hơn nữa để khỏi phụ lòng xã tắc". Lê Trọng Thứ lại được phong chức Đông các Đại học sỹ, phong chức Phó đô Ngự sử và tước Đại quốc Chính sự.
Năm Kỷ Mão (1759), ông đã 66 tuổi đang giữ chức Phó đô Ngự sử, dâng Khải xin nghỉ hưu. Lúc đầu Trịnh Doanh không nghe. Lê Trọng Thứ khẩn khoản mãi Trinh Doanh mới đồng ý. Khi về nghỉ hưu, ông được vua Lê và chúa Trịnh thăng chức Hữu Thị lang Bộ hộ, tặng tước Diêm Phương Bá.
Năm Canh Thìn (1760), Lê Trọng Thứ 67 tuổi được mời ra làm quan lần thứ 2. Vua Lê Cảnh Hưng và chúa Trịnh Doanh phong cho Bồi Tụng Tả Chính ngôn; thăng chức Tả Chính Ngôn, thăng chức Phó đô Ngự sử. Ít lâu sau, lại được vua Lê Cảnh Hưng và chúa Trịnh Sâm thăng chức Tả thị lang Bộ hình; Tả thị lang Bộ công; Hình Bộ Thượng Thư và tặng tước Diễn Phái hầu.
Năm Quý Tỵ (1773), Lê Trọng Thứ 80 tuổi, được giữ chức Hình bộ Thượng thư. Ông xin về nghỉ hưu lần thứ hai, được vua Cảnh Hưng và chúa Trịnh Sâm chấp thuận. Triều đình tặng ông tước Diễn Phái Hầu và phong tước Phúc Thần Đại vương Kim Quốc.

## Qua đời
Ngày 26 tháng 1 năm Quý Mão (1783), Lê Trọng Thứ qua đời, hưởng thọ 90 tuổi. Lăng mộ được xây dựng tại Làng Phú Hiếu – xã Độc lập – Hưng Hà – Thái Bình. Được tin Lê Trọng Thứ qua đời, chúa Trịnh Khải đã tâu lên vua Lê Hiển Tông bãi triều trong ba ngày để tỏ lòng thương tiếc ông và cùng các quan về dự lễ tang tại quê nhà.
Sau khi qua đời, ông được tặng hàm Thái bảo, tước Hà quận công. Tế tự tại Mộc Hoàn (Nay là thôn Khả Duy – xã Mộc Bắc - thị xã Duy Tiên, tỉnh Hà Nam).

## Nhận định
Ông được đánh giá là người có tính khẳng khái, sống thanh đạm nên không được lòng bọn quyền quý, xu nịnh. Bạn bè lúc này ở trong triều cũng ít, trong số bạn thân có Bùi Sỹ Lâm và Vũ Công Chấn, thì Bùi Sỹ Lâm bị cách chức về quê.
Sử sách viết về ông: "Trọng Thứ là người chất phác, bộc trực, dám nói thẳng, là một chỗ dựa vững chắc của triều đình.

## Gia đình
Phu nhân họ Trương, người làng Nguyễn Xá, huyện Duy Tiên, là con gái thứ 3 cụ Trương Minh Lượng, tiến sĩ khoa Canh Thìn, niên hiệu Chính Hoà (1700), làm quan đến Tả thị lang bộ Công, trải nhiều chức quan, tước Hoằng Phái hầu.
Cụ Lê Trọng Thứ có tất cả 20 người con (8 trai, 12 gái)
8 người con trai là:
1. Con trai cả là Lê Quý Đôn (sinh ngày 2 tháng 8 năm 1726-mất ngày 11 tháng 6 năm 1784), là một vị quan thời Lê trung hưng, nhà thơ, nhà bác học nổi tiếng thời phong kiến, trải nhiều chức quan, được triều đình truy tặng hàm Thượng thư Bộ Công, tước Dĩnh Quận công.[12].
2. Cụ Lê Quý Thái: Tham Tri
3. Cụ Lê Quý Hằng: Đốc Đồng
4. Cụ Lê Trọng Quản: Hiến Phó
5. Cụ Lê trọng Tiến: Tri Phủ
6. Cụ Lê Quý Tự: Trọng Huy Công
7. Cụ Lê Quý Bằng: Thất Lam Công
8. Cụ Lê Quý Ngọc: Mậu Lâm công

12 người con gái là:
1. Lấy ông Hà Huy Tước - Tiến sĩ – Phú an – Thư Trí – Thái Bình
2. Lấy ông Hoàng Nghĩa Phúc – Phong Tước hầu - Trấn thủ Hưng Hóa
3. Lấy ông Lý Trần Dự - Tiến sĩ – Vân Canh – Tư Liêm – Hà Nội
4. Lấy vua Lê Ý Tông (1735-1740), không có con, sau về tu ở chùa Thiên Mụ
5. Lấy ông Tạ Nho Sinh - Hội Khê - Thượng bộ
6. Lấy ông Trần Chí Sự - An Liêm xã
7. Lấy ông Hoàng Quận Công – Hoàng Vẫn xã
8. Lấy ôngLý Đại Vương – Lê xá xã
9. Lấy ông Hoàng Tạo Sỹ - Hoàng Vẫn xã
10. Chết lúc còn nhỏ
11. Chết lúc còn nhỏ
12. Chết lúc còn nhỏ

## Sách tham khảo
- DIÊN HÀ Phả Kí (延河譜記): Biên soạn năm Chiêu Thống thứ nhất (1787), triều Lê trung hưng.
- Lược truyện các tác gia Việt Nam, tập I, Trần Văn Giáp, nhà xuất bản khoa học xã hội.